# Compartimentul ucigașilor
Compartimentul ucigașilor (titlul original: în franceză Compartiment tueurs) este un film dramatic francez, realizat în 1965 de regizorul Costa-Gavras, după romanul omonim a scriitorului Sébastien Japrisot, protagoniști fiind actorii Catherine Allégret, Simone Signoret, Yves Montand, Pierre Mondy, Charles Denner. 

## Conținut
În trenul de noapte de la Marsilia la Paris, o tânără este ucisă în compartimentul ei de dormit. Inspectorul „Grazzi” se ocupă de anchetă, ajutat de tânărul său asistent Jean-Lou. Urmăresc pasagerii care au luat același tren și descoperă o rețea de intrigi. Însă, unul câte unul, pasagerii sunt uciși în mod misterios... 

## Distribuție
În ordinea apariției:
- Catherine Allégret – Benjamine Bombat, „Bambi”
- Jacques Perrin – Daniel, un tânăr călător
- Simone Signoret – Éliane Darrès, actriță
- Michel Piccoli – René Cabourg, reprezentant
- Pascale Roberts – Georgette Thomas, prima victimă
- Yves Montand – Inspectorul Grazziani, „Grazzi”
- Pierre Mondy – comisarul Tarquin
- Claude Mann – inspectorul Jean-Lou Gabert
- Charles Denner – Bob Vaski, iubitul lui Georgette
- Jean-Louis Trintignant – Éric Grandin, iubitul Élianei
- Jacques Dynam – inspectorul Malec
- André Valmy – un inspector
- Philippe Rouleau – inspectorul Antoine
- Maurice Chevit – inspectorul Moutard
- Nadine Alari – doamna Grazziani
- Monique Chaumette – doamna Rivolani
- Paul Pavel – Rivolani, un pasager din compartiment
- Bernadette Lafont – sora lui Georgette
- Christian Marin – cumnatul lui Georgette
- Serge Rousseau – controlorul trenului
- Jenny Orléans – sora lui René Cabourg
- Tanya Lopert – doamna Garaudy
- Claude Dauphin – fratele lui Éliane
- Marcel Bozzuffi – polițistul
- Claude Berri – un portar la gară
- Françoise Arnoul – asistenta medicală la școala veterinară

## Premii și nominalizări
- 1967 Premiul National Board of Review: cel mai bun film străin și cele mai bun film într-o limbă străină

- 1966 Premiile BAFTA: nominalizare la cea mai bună actriță străină (Simone Signoret)
- 1967 Premiul Edgar-Allan-Poe: nominalizarea la cel mai bun film pentru Costa-Gavras [2]